# Pseudohynobius
Genre
Synonymes
- Protohynobius Fei & Ye, 2000

Pseudohynobius est un genre d'urodèles de la famille des Hynobiidae.

## Répartition
Les six espèces de ce genre sont endémiques de République populaire de Chine.

## Liste d'espèces
Selon Amphibian Species of the World (1 mars 2014) :
- Pseudohynobius flavomaculatus (Hu & Fei, 1978)
- Pseudohynobius guizhouensis Li, Tian & Gu, 2010
- Pseudohynobius jinfo Wei, Xiong & Zeng, 2009
- Pseudohynobius kuankuoshuiensis Xu & Zeng, 2007
- Pseudohynobius puxiongensis (Fei & Ye, 2000)
- Pseudohynobius shuichengensis Tian, Li & Gu, 1998

## Taxinomie
Le genre Protohynobius a été placé en synonymie avec Pseudohynobius par Peng, Zhang, Xiong, Gu, Zeng et Zou en 2010.

## Publication originale
- Fei & Ye, 1983 : A new genus of the salamander family Hynobiidae. Amphibian Research. Kunming, vol. 2, p. 1.